# 潘狄翁二世
潘狄翁二世（Pandion II，希臘文：Πανδίων）是一位傳說中的雅典國王。他是凱克洛普斯二世之子，厄瑞克透斯的姪子，
潘狄翁與邁加拉國王皮拉斯的女兒皮利亞結婚，生下埃勾斯、尼索斯、盧科斯與帕拉斯四個兒子。他的兒子埃勾斯在他死後成為雅典國王，並且是英雄忒修斯的父親。